# Olimpiu Moruțan
Olimpiu Vasile Moruțan (Cluj-Napoca, 25 aprile 1999) è un calciatore rumeno, centrocampista o attaccante dell'Arīs Salonicco e della nazionale rumena.

## Caratteristiche tecniche
Trequartista con una grande visione di gioco e molto dotato tecnicamente, fortissimo nel dribbling, un giocatore non egoista sempre pronto a passare la palla, ha un ottimo controllo di palla; per le sue caratteristiche è stato paragonato a Lionel Messi.

## Carriera

### Club
Ha giocato nella prima divisione rumena ed in quella turca.
Il 4 agosto 2022 viene acquistato dal Pisa con la formula del prestito con obbligo di riscatto condizionato. Protagonista di due assist nella gara d'esordio in casa del Cittadella, persa per 4-3, il 21 agosto alla seconda giornata segna su calcio di rigore il suo primo gol, nel pareggio per 2-2 in casa contro il Como. Il 5 novembre segna anche la sua prima doppietta nel successo per 3-1 contro il Cosenza. Chiude la stagione mettendo a segno 6 gol ed 8 assist.
Il 20 agosto 2023 viene ceduto in prestito all'Ankaragücü.
Il 31 agosto 2024 fa ritorno al Pisa con la formula del prestito, durante il campionato viene impiegato con discontinuità a causa del lungo recupero da una lacerazione al tendine d'Achille. Contribuisce comunque alla conquista del secondo posto e alla contestuale promozione in Serie A.

### Nazionale
Ha giocato nelle nazionali giovanili rumene Under-19 ed Under-21.
Nel 2021 ha esordito in nazionale maggiore.

## Statistiche

### Presenze e reti nei club
Statistiche aggiornate al 4 maggio 2025.
| Stagione           | Squadra            | Campionato         | Campionato | Campionato | Coppe nazionali | Coppe nazionali | Coppe nazionali | Coppe continentali | Coppe continentali | Coppe continentali | Altre coppe | Altre coppe | Altre coppe | Totale | Totale | Totale |
| Stagione           | Squadra            | Comp               | Pres       | Reti       | Comp            | Pres            | Reti            | Comp               | Pres               | Reti               | Comp        | Pres        | Reti        | Pres   | Reti   |        |
| ------------------ | ------------------ | ------------------ | ---------- | ---------- | --------------- | --------------- | --------------- | ------------------ | ------------------ | ------------------ | ----------- | ----------- | ----------- | ------ | ------ | ------ |
| 2015-2016          | U Cluj             | L1                 | 6+9        | 1          | CR              | -               | -               | -                  | -                  | -                  | -           | -           | -           | 15     | 1      |        |
| 2016-2017          | Botoșani           | L1                 | 9+10       | 0          | CR+CL           | 0               | 0               | -                  | -                  | -                  | -           | -           | -           | 19     | 0      |        |
| 2017-2018          | Botoșani           | L1                 | 25+11      | 2          | CR              | 4               | 0               | -                  | -                  | -                  | -           | -           | -           | 40     | 2      |        |
| Totale Botoșani    | Totale Botoșani    | Totale Botoșani    | 34+21      | 2          |                 | 4               | 0               |                    | -                  | -                  |             | -           | -           | 59     | 2      |        |
| 2018-2019          | FCSB               | L1                 | 22+5       | 2          | CR              | 2               | 0               | UEL                | 5                  | 1                  | -           | -           | -           | 34     | 3      |        |
| 2019-2020          | FCSB               | L1                 | 16+9       | 1          | CR              | 5               | 1               | -                  | -                  | -                  | -           | -           | -           | 30     | 2      |        |
| 2020-2021          | FCSB               | L1                 | 25+8       | 8          | CR              | 0               | 0               | UEL                | 2                  | 0                  | SR          | 1           | 0           | 36     | 8      |        |
| ago. 2021          | FCSB               | L1                 | 5          | 1          | -               | -               | -               | UECL               | 2                  | 0                  | -           | -           | -           | 7      | 1      |        |
| Totale FCSB        | Totale FCSB        | Totale FCSB        | 68+22      | 12         |                 | 7               | 1               |                    | 9                  | 1                  |             | 1           | 0           | 107    | 14     |        |
| 2021-2022          | Galatasaray        | SL                 | 26         | 3          | TK              | 1               | 0               | UEL                | 7                  | 0                  | -           | -           | -           | 34     | 3      |        |
| 2022-2023          | Pisa               | B                  | 35         | 6          | CI              | 1               | 0               | -                  | -                  | -                  | -           | -           | -           | 36     | 6      |        |
| ago. 2023          | Galatasaray        | SL                 | 0          | 0          | TK              | 0               | 0               | UCL                | 2                  | 0                  | -           | -           | -           | 2      | 0      |        |
| Totale Galatasaray | Totale Galatasaray | Totale Galatasaray | 26         | 3          |                 | 1               | 0               |                    | 9                  | 0                  |             | -           | -           | 36     | 3      |        |
| 2023-2024          | Ankaragücü         | SL                 | 30         | 2          | CT              | 5               | 3               | -                  | -                  | -                  | -           | -           | -           | 35     | 5      |        |
| 2024-2025          | Pisa               | B                  | 10         | 1          | CI              | 0               | 0               | -                  | -                  | -                  | -           | -           | -           | 10     | 1      |        |
| Totale Pisa        | Totale Pisa        | Totale Pisa        | 45         | 7          |                 | 1               | 0               |                    | -                  | -                  |             | -           | -           | 46     | 7      |        |
| Totale carriera    | Totale carriera    | Totale carriera    | 261        | 27         |                 | 18              | 4               |                    | 18                 | 1                  |             | 1           | 0           | 298    | 32     |        |

### Cronologia presenze e reti in nazionale
| Cronologia completa delle presenze e delle reti in nazionale ― Romania | Cronologia completa delle presenze e delle reti in nazionale ― Romania | Cronologia completa delle presenze e delle reti in nazionale ― Romania | Cronologia completa delle presenze e delle reti in nazionale ― Romania | Cronologia completa delle presenze e delle reti in nazionale ― Romania | Cronologia completa delle presenze e delle reti in nazionale ― Romania | Cronologia completa delle presenze e delle reti in nazionale ― Romania | Cronologia completa delle presenze e delle reti in nazionale ― Romania |
| Data                                                                   | Città                                                                  | In casa                                                                | Risultato                                                              | Ospiti                                                                 | Competizione                                                           | Reti                                                                   | Note                                                                   |
| ---------------------------------------------------------------------- | ---------------------------------------------------------------------- | ---------------------------------------------------------------------- | ---------------------------------------------------------------------- | ---------------------------------------------------------------------- | ---------------------------------------------------------------------- | ---------------------------------------------------------------------- | ---------------------------------------------------------------------- |
| 11-10-2021                                                             | Bucarest                                                               | Romania                                                                | 1 – 0                                                                  | Armenia                                                                | Qual. Mondiali 2022                                                    | -                                                                      | 62’                                                                    |
| 11-11-2021                                                             | Bucarest                                                               | Romania                                                                | 0 – 0                                                                  | Islanda                                                                | Qual. Mondiali 2022                                                    | -                                                                      | 67’                                                                    |
| 14-11-2021                                                             | Vaduz                                                                  | Liechtenstein                                                          | 0 – 2                                                                  | Romania                                                                | Qual. Mondiali 2022                                                    | -                                                                      | 73’                                                                    |
| 17-11-2022                                                             | Cluj-Napoca                                                            | Romania                                                                | 1 – 2                                                                  | Slovenia                                                               | Amichevole                                                             | -                                                                      | 46’                                                                    |
| 20-11-2022                                                             | Chișinău                                                               | Moldavia                                                               | 0 – 5                                                                  | Romania                                                                | Amichevole                                                             | 1                                                                      | 62’                                                                    |
| 25-3-2023                                                              | Andorra la Vella                                                       | Andorra                                                                | 0 – 2                                                                  | Romania                                                                | Qual. Euro 2024                                                        | -                                                                      | 72’                                                                    |
| 28-3-2023                                                              | Bucarest                                                               | Romania                                                                | 2 – 1                                                                  | Bielorussia                                                            | Qual. Euro 2024                                                        | -                                                                      | 65’                                                                    |
| 16-6-2023                                                              | Pristina                                                               | Kosovo                                                                 | 0 – 0                                                                  | Romania                                                                | Qual. Euro 2024                                                        | -                                                                      | 61’                                                                    |
| 19-6-2023                                                              | Lucerna                                                                | Svizzera                                                               | 2 – 2                                                                  | Romania                                                                | Qual. Euro 2024                                                        | -                                                                      | 58’ 90+4’                                                              |
| 9-9-2023                                                               | Bucarest                                                               | Romania                                                                | 1 – 1                                                                  | Israele                                                                | Qual. Euro 2024                                                        | -                                                                      | 56’                                                                    |
| 12-9-2023                                                              | Bucarest                                                               | Romania                                                                | 2 – 0                                                                  | Kosovo                                                                 | Qual. Euro 2024                                                        | -                                                                      | 72’                                                                    |
| 12-10-2023                                                             | Budapest                                                               | Bielorussia                                                            | 0 – 0                                                                  | Romania                                                                | Qual. Euro 2024                                                        | -                                                                      | 61’                                                                    |
| 15-10-2023                                                             | Bucarest                                                               | Romania                                                                | 4 – 0                                                                  | Andorra                                                                | Qual. Euro 2024                                                        | -                                                                      |                                                                        |
| 21-11-2023                                                             | Bucarest                                                               | Romania                                                                | 1 – 0                                                                  | Svizzera                                                               | Qual. Euro 2024                                                        | -                                                                      | 48’ 65’                                                                |
| 26-3-2024                                                              | Madrid                                                                 | Colombia                                                               | 3 – 2                                                                  | Romania                                                                | Amichevole                                                             | -                                                                      |                                                                        |
| 21-3-2025                                                              | Bucarest                                                               | Romania                                                                | 0 – 1                                                                  | Bosnia ed Erzegovina                                                   | Qual. Mondiali 2026                                                    | -                                                                      | 80’                                                                    |
| Totale                                                                 |                                                                        | Presenze                                                               | 16                                                                     |                                                                        | Reti                                                                   | 1                                                                      |                                                                        |

## Palmarès

### Club

#### Competizioni nazionali
- Coppa di Romania: 1

FCSB: 2019-2020